# Mercedes-Benz M166
La sigla Mercedes-Benz M166 indica una famiglia di  motori a scoppio prodotti dal 1997 al 2005 dalla Casa tedesca Mercedes-Benz.

## Profilo e caratteristiche

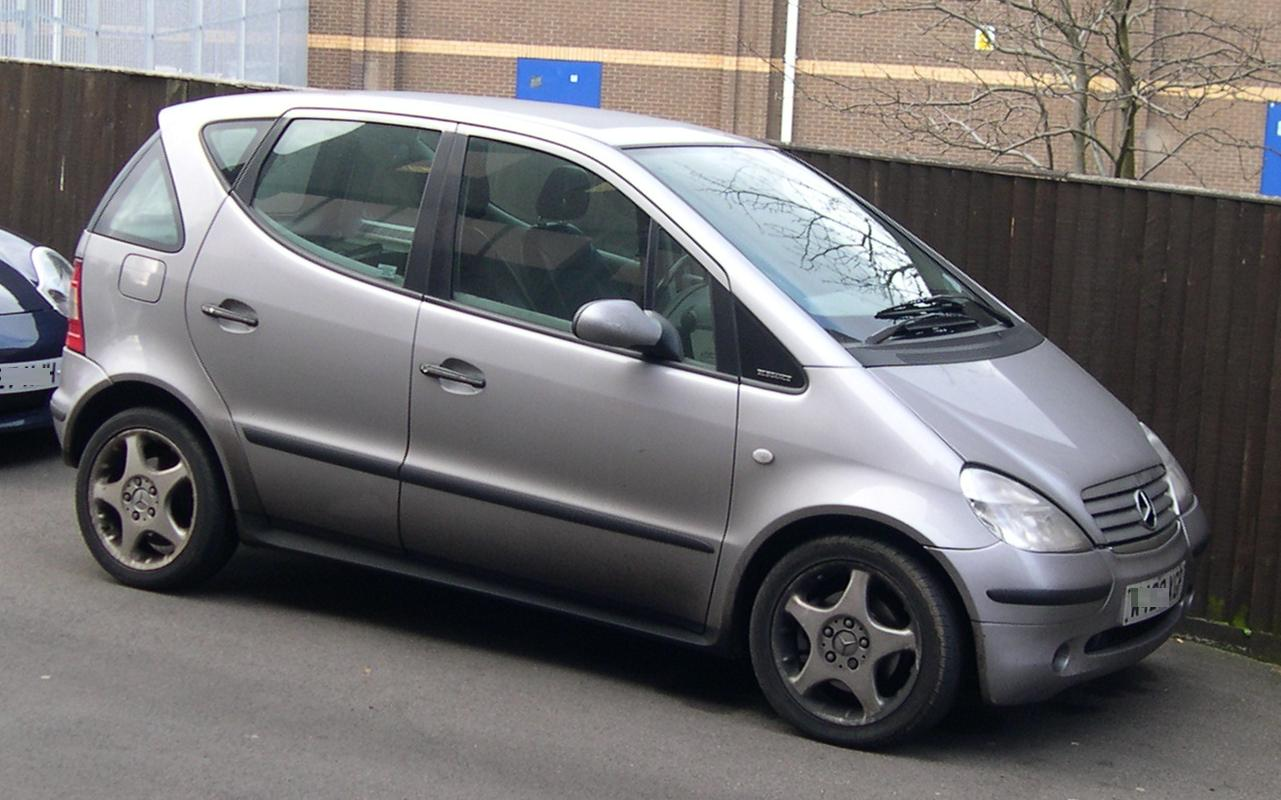
La Classe A è il più classico esempio di applicazione di un motore M166

Si tratta di una famiglia di motori a 4 cilindri di fascia medio-bassa progettati appositamente per una vettura come la Classe A, caratterizzata da un particolare struttura, soprattutto telaistica.

In effetti, i motori M166 possiedono particolari caratteristiche che li distinguono dai restanti quadricilindrici Mercedes-Benz. Innanzitutto non si tratta di motori da montare longitudinalmente, ma trasversalmente. Inoltre questi motori risultano inclinati in avanti di ben 59°. Infine, la particolarità più singolare: i motori M166 sono stati progettati e realizzati appositamente per un pianale "a sandwich", proprio come quello delle prime due serie della Classe A. Tale pianale possiede un'intercapedine ricavata tra il pianale stesso ed il  pavimento dell'abitacolo: in caso di urto frontale, il motore scivola all'interno di tale intercapedine piuttosto che invadere l'abitacolo della vettura e provocare così gravi danni fisici ai passeggeri anteriori. Ogni motore M166 viene montato già parzialmente "accompagnato" sotto l'intercapedine in modo da spostarsi con facilità all'interno di essa.

Tra le altre caratteristiche di questi motori, va segnalato l'impiego della lega di alluminio sia per il monoblocco sia per la testata e le canne cilindri in lega di alluminio e silicio.

In generale le caratteristiche comuni ai motori M166 sono le seguenti:
- architettura a 4 cilindri in linea;
- inclinazione di 59° in avanti;
- monoblocco e testata in lega di alluminio;
- canne cilindri in lega di alluminio e silicio;
- distribuzione ad un asse a camme in testa;
- testata a due valvole per cilindro;
- comando distribuzione a catena;
- alimentazione ad iniezione elettronica multipoint;
- albero a gomiti su 5 supporti di banco.

I motori M166 sono stati prodotti in quattro versioni, da 1.4 a 2.1 litri. Le prime due versioni sono state quelle da 1.4 e da 1.6 litri, alle quali si sono aggiunte via via le altre.

I motori M166 sono stati sostituiti nel 2004 dai motori M266, anch'essi progettati per pianali "a sandwich", ma alcuni di essi vennero utilizzati fino al febbraio 2005 per la monovolume Vaneo.

Nella seguente tabella vengono mostrate più in dettaglio le varie versioni dei motori M166.
| Motore  | Sigla interna | Alesaggio e corsa (mm) | Cilindrata | Rapporto di compressione | potenza max (CV/rpm) | Coppia max (Nm/rpm) | Applicazioni                      | Anni di produzione |
| ------- | ------------- | ---------------------- | ---------- | ------------------------ | -------------------- | ------------------- | --------------------------------- | ------------------ |
| M166E14 | 166.940       | 80x69.5                | 1397       | 11                       | 82/5000              | 130/3750            | Mercedes-Benz A140 W168           | 1997-04            |
| M166E16 | 166.960       | 80x79.5                | 1598       | 11                       | 82/5000              | 140/2500            | Mercedes-Benz Vaneo 1.6 82CV      | 2001-05            |
| M166E16 | 166.960       | 80x79.5                | 1598       | 11                       | 102/5250             | 150/4000            | Mercedes-Benz A160 W168           | 1997-04            |
| M166E16 | 166.960       | 80x79.5                | 1598       | 11                       | 102/5250             | 150/4000            | Mercedes-Benz Vaneo 1.6 102 CV    | 2001-05            |
| M166E19 | 166.990       | 84x85.6                | 1898       | 10.8                     | 125/5500             | 180/4000            | Mercedes-Benz A190 W168           | 1999-04            |
| M166E19 | 166.990       | 84x85.6                | 1898       | 10.8                     | 125/5500             | 180/4000            | Mercedes-Benz Vaneo 1.9           | 2001-05            |
| M166E21 | 166.995       | 84x94                  | 2084       | 11                       | 140/5500             | 205/4000            | Mercedes-Benz A210 Evolution W168 | 2002-04            |